# 奕顥
已革奉恩輔國公奕顥（穆麟德轉寫：uksun i h῾ao，1784年4月6日—1844年2月17日），一作奕灝，滿洲鑲藍旗人，貝勒绵溥第二子，母正室章佳氏，理親王系第六代及第八代，曾任清朝礼部尚書、兵部尚書。
他在乾隆四十九年三月（1784年）出生，嘉慶六年十二月（1801年）封奉恩鎮國公。
道光十年奕顥因事削爵，賞給一等侍衛。由三子載寬降襲奉恩輔國公。至道光十八年九月（1838年）載寬去世，仍以奕顥襲輔國公。同年十一月奕顥再次因事削爵，由族子載岱襲爵。
他曾任禮部尚書。道光十四年十一月丙戌，接替宗室敬徵，擔任清朝兵部尚書，后改戶部尚書。由宗室禧恩接任。
道光二十三年十二月（合1844年）去世，虛齡六十岁。